# Mélanie Bernier
Mélanie Bernier (Tours, 5 de enero de 1985) es una actriz francesa.

## Biografía
Mélanie Bernier descubre su pasión por la escena desde muy joven. Vivió durante su infancia en Veigné en Indre-et-Loire después dará sus primeros pasos sobre las tablas en un pueblo cerca de Tours (Esvres) con el teatro municipal. Entonces se le revela el gusto por el teatro. Continuó a ejercer su pasión en el Teatro Rouge en 1994, después en los Copains d'abord, donde tuvo a Juliette Maillet como profesora. A la edad de 14 años, dio sus primeros pasos en Ligue haciendo improvisaciones hasta 2001.

## Filmografía

### Cine
- 2000 - Barnie et ses petites contrariétés, de Bruno Chiche (con Fabrice Luchini, Nathalie Baye, Marie Gillain).
- 2001 - Comme un avión de Marie-France Pisier (con Marie-France Pisier, Bérénice Bejo, Clément Van Den Bergh).
- 2005 - Le Temps des porte-plumes de Daniel Duval (con Jean-Paul Rouve, Anne Brochet, Denis Podalydès).
- 2007 - Su majestad Minor de Jean-Jacques Annaud (con José García, Vincent Cassel).
- 2008 - Modern Love, de Stéphane Kazandjian (con Alexandra Lamy, Stéphane Rousseau Bérénice Bejo).
- 2008 - Passe-passe de Tonie Marshall (con Nathalie Baye, Edouard Baer).
- 2008 - Mes stars et moi de Lætitia Colombani (con Kad Merad, Catherine Deneuve, Emmanuelle Béart).
- 2009 - Le Coach de Olivier Doran (con Richard Berry, Jean-Paul Rouve, Anne Marivin).
- 2010 - La Tête en friche de Jean Becker  (con Gérard Depardieu, Gisèle Casadesus, Maurane, Patrick Bouchitey, Jean-François Stévenin, François-Xavier Demaison).
- 2010 - L'Assaut de Carole Jeanton
- 2011 - Delicacy  de Chloé, Nathalie's assistant
- 2012 - Populaire de Annie Leprince Ringuet
- 2013 - The Informant de Cécile Duval
- 2015 - Blind Date de Machine
- 2015 - Our Futures de Estelle

### Televisión
- 2010 - En cas de malheur de Jean-Daniel Verhaeghe.
- 2008 - La maison du chat qui pelote de Jean-Daniel Verhaeghe.
- 2006 - Marie Besnard de Christian Faure.
- 2005 - L'Empire du Tigre de Gérard Marx (con Bernard Giraudeau, Nadia Farès, Thierry Frémont).
- 2004 - Vénus et Apollon de Pascal Lahmani, Olivier Guignard y Jean-Marc Vervoot (con Brigitte Roüan, Maria de Medeiros, Maëva Pasquali).
- 2004 - La Petite Fadette de Michaëla Watteaux (con Jérémie Renier, Annie Girardot, Richard Bohringer).
- 2002 - L'Affaire martial de Jean-Pierre Igoux (con Agnès Soral, Jean-Michel Noirey, Cécile Richard).
- 2001 - La Mort est rousse de Christian Faure avec (Bernard Giraudeau, Elsa Lunghini).
- 2001 - Fred et son orchestre de Michaëla Watteaux (con Michel Leeb).
- 1999 - Rends-moi mon nom de Patrice Martineau.

## Teatro
- Las tres hermanas de Anton Tchekhov, puesta en escena de Karin Romer.
- Mensonges, puesta en escena de Alexis Rejas.
- Spectacles de Chansons, puesta en escena de Alexis Rejas.
- Las aventuras de Alicia en el país de las maravillas, puesta en escena de Juliette Maillet.
- Le Petit Prince de Antoine de Saint-Exupéry, puesta en escena de Alexis Rejas.
- 2008: Héloïse de Patrick Cauvin, puesta en escena de Patrice Leconte, en el teatro Teatro del Atelier en París.

## Traducción
- Datos: Q462376
- Multimedia: Mélanie Bernier / Q462376